# Aleister Black
Thomas Budgen, meglio noto con il ring name Aleister Black (Alkmaar, 19 maggio 1985), è un wrestler olandese sotto contratto con la WWE.
Nella sua prima esperienza in WWE, tra il 2016 e il 2021, Budgen ha vinto una volta l'NXT Championship e la quarta edizione del Dusty Rhodes Tag Team Classic con Ricochet; ha inoltre combattuto in molte federazioni indipendenti europee e nordamericane come Tommy End. Tra il 2021 e il 2025, ha combattuto in All Elite Wrestling come Malakai Black, dove ha detenuto in un'occasione l'AEW World Trios Championship con Brody King e Buddy Matthews.

## Carriera

### Circuito indipendente (2003–2016)

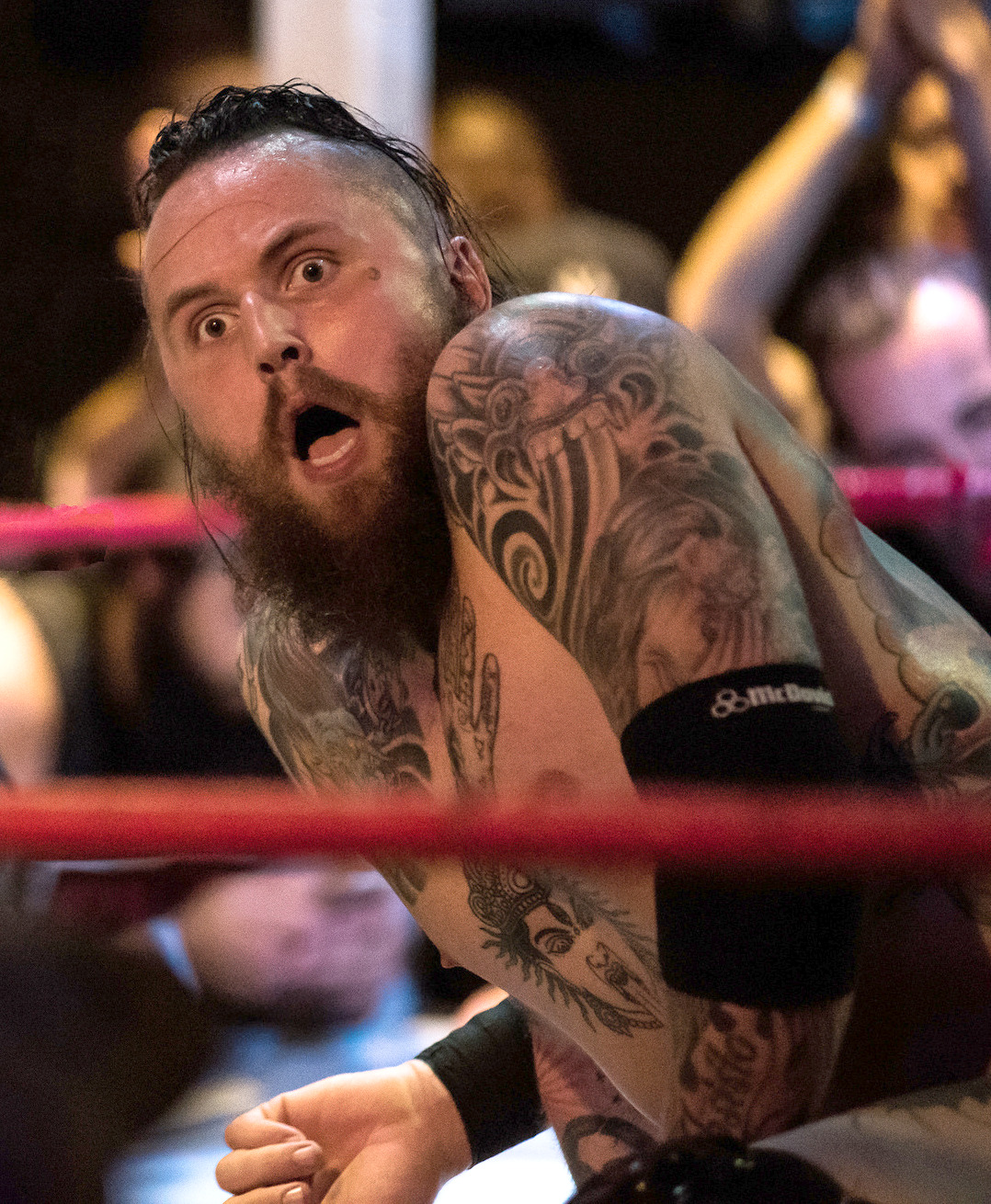
Tommy End nel 2016

Budgen ha combattuto in lungo e in largo nel Circuito indipendente tra Regno Unito e continente europeo col ring name Tommy End, lavorando per promotion come Insane Championship Wrestlling, Progress Wrestling, Westside Xtreme Wrestling, Over the Top Wrestling, Revolution Pro Wrestling, e altre ancora. Ha inoltre lavorato per promotion internazionali, come le nordamericane Combat Zone Wrestling, Evolve, Pro Wrestling Guerrilla, e la nipponica Big Japan Pro Wrestling.
Budgen ha ottenuto numerosi titoli, tra i tanti: wXw Unified World Heavyweight Champion, wXw World Light Heavyweight Champion, wXw World Tag Team Champion, ICW Tag Team Champion, Progress Wrestling Tag Team Champion.
End è conosciuto per avere un grande background nelle arti marziali, e ha combattuto in diverse arti marziali come kickboxing e Pencak Silat tra i 9 e i 15 anni. Ancora oggi si allena nella kickboxing. Ha adattato gran parte del suo background in uno stile noto per utilizzare combinazioni di colpi potenti per battere gli avversari, colpi in gran parte derivanti dalla kickboxing, che resta l'influenza principale nello stile di Budgen.

### WWE (2016–2021)

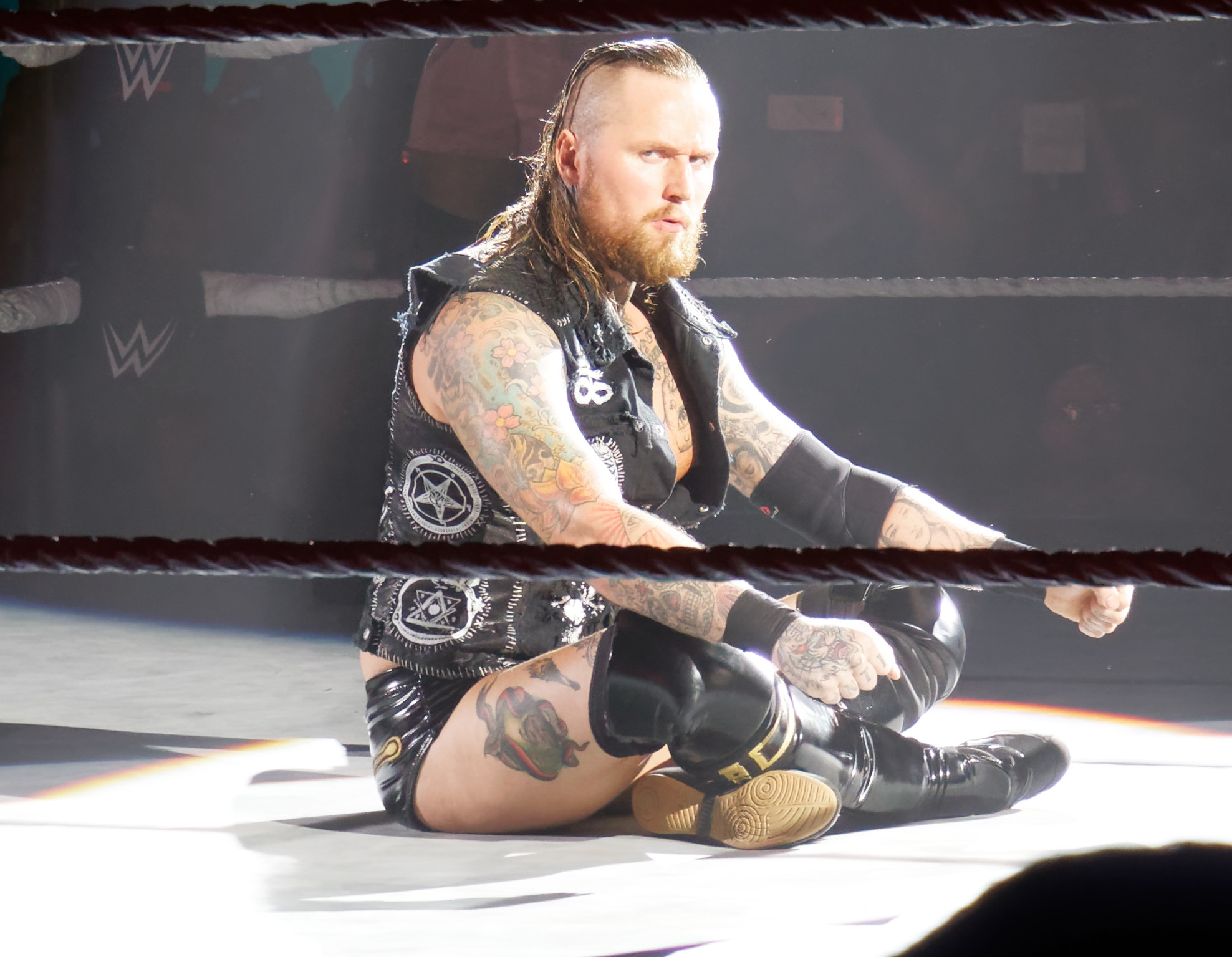
Aleister Black nel 2018

Budgen si è unito alla WWE nel giugno del 2016, allenandosi nel WWE Performance Center il 19 ottobre. Il 3 novembre Budgen ha iniziato ad apparire negli house show e l'11 novembre ha fatto il suo debutto sconfiggendo Lince Dorado. Il 7 gennaio 2017 Budgen ha cambiato nome in Aleister Black e il 15 gennaio è apparso durante il torneo per il WWE United Kingdom Championship utilizzando il suo vecchio nome, Tommy End, affrontando Neville in un match non inerente al torneo dov'è stato sconfitto. L'8 marzo 2017 sono state mandate in onda delle vignette sul debutto di Black ad NXT. Tale debutto è avvenuto il 1º aprile a NXT TakeOver: Orlando, dove Black ha sconfitto Andrade "Cien" Almas, stabilendosi come un face. Nella puntata di NXT del 10 maggio Black ha sconfitto Cezar Bononi. Nella puntata di Main Event del 12 maggio Black ha fatto la sua prima apparizione nel roster principale sconfiggendo Curt Hawkins. Nella puntata di NXT del 24 maggio Black ha sconfitto nuovamente Curt Hawkins.
Nella puntata di NXT del 21 giugno Black ha sconfitto Kassius Ohno. Nella puntata di NXT del 12 luglio Black ha totalizzato una vittoria contro il debuttante Bobby Fish. Nella puntata di NXT del 2 agosto Black ha interrotto il discorso di Hideo Itami, stendendolo con la Black Mass. Poi ha affrontato e sconfitto un altro debuttante, Kyle O'Reilly. Il 19 agosto, a NXT TakeOver: Brooklyn III, Black ha battuto Itami. Nella puntata di NXT del 4 ottobre Black avrebbe dovuto affrontare Lio Rush ma il match non è nemmeno cominciato a causa dell'intervento di Velveteen Dream che ha attaccato lo stesso Black. Nella puntata di NXT del 18 ottobre Black ha sconfitto Raul Mendoza. Il 18 novembre, a NXT TakeOver: WarGames, Black ha sconfitto Velveteen Dream. Nella puntata di NXT del 13 dicembre Black ha sconfitto Adam Cole, guadagnando l'accesso ad un Fatal 4-Way match per determinare il contendente n°1 all'NXT Championship di Andrade "Cien" Almas. Nella puntata di NXT del 27 dicembre Black ha partecipato a tale Fatal 4-Way match insieme a Killian Dain, Lars Sullivan e Johnny Gargano ma il match è stato vinto da quest'ultimo. Nella puntata di NXT del 10 gennaio 2018 Black e Roderick Strong hanno affrontato l'Undisputed Era (Bobby Fish e Kyle O'Reilly) per l'NXT Tag Team Championship ma sono stati sconfitti. Il 27 gennaio, a NXT TakeOver: Philadelphia, Black ha sconfitto Adam Cole in un Extreme Rules match. Nella puntata di NXT del 7 marzo Black ha sconfitto Killian Dain, diventando il contendente n°1 all'NXT Championship di Andrade "Cien" Almas. Il 7 aprile, a NXT TakeOver: New Orleans, Black ha sconfitto Almas conquistando così l'NXT Championship per la prima volta. Nella puntata di NXT del 25 aprile Black ha difeso con successo il titolo contro Eric Young. Il 16 giugno, a NXT TakeOver: Chicago II, Black ha difeso con successo il titolo contro Lars Sullivan. Nella puntata di NXT del 18 luglio (andata in onda il 25 luglio) Black ha perso il titolo a favore di Tommaso Ciampa dopo 102 giorni di regno. Nella puntata di NXT dell'8 agosto, Black è stato trovato incosciente fuori dall'area (kayfabe). Black, infatti, ha subito un grave infortunio all'inguine nelle settimane precedenti. Dopo essere tornato dall'infortunio, Black ha sconfitto Johnny Gargano il 17 novembre a NXT TakeOver: WarGames II. Il 26 gennaio 2019, a NXT TakeOver: Phoenix, Black ha affrontato Tommaso Ciampa per l'NXT Championship ma è stato sconfitto. Il 27 gennaio, alla Royal Rumble, Black ha partecipato al match omonimo entrando col numero 21 ma è stato eliminato da Baron Corbin.
Nella puntata di Raw del 18 febbraio venne annunciato che Black avrebbe debuttato nel roster principale (senza tuttavia avere ancora una collocazione precisa). Nella puntata di Raw del 4 marzo Black e Ricochet affrontarono i Revival per il Raw Tag Team Championship ma vennero sconfitti per squalifica a causa dell'intervento di Bobby Roode e Chad Gable. Nella puntata di NXT del 6 marzo Black e Ricochet parteciparono al Dusty Rhodes Tag Team Classic sconfiggendo Fabian Aichner e Marcel Barthel nei quarti di finale e i #DIY nelle semifinali. Il 10 marzo, a Fastlane, Black e Ricochet parteciparono ad un Triple Threat Tag Team match per il Raw Tag Team Championship che includeva anche i campioni, i Revival, e Bobby Roode e Chad Gable ma il match venne vinto dai Revival. Nella puntata di NXT registrata il 13 marzo Black e Ricochet sconfissero i Forgotten Sons vincendo la quarta edizione del Dusty Rhodes Tag Team Classic. Nella puntata di NXT del 20 marzo Black partecipò ad un Fatal 5-Way match che comprendeva anche Adam Cole, Matt Riddle, Ricochet e Velveteen Dream per determinare lo sfidante di Johnny Gargano per il vacante NXT Championship a NXT TakeOver: New York ma il match venne vinto da Cole. Nella puntata di Raw del 1º aprile Black e Ricochet affrontarono i Revival per il Raw Tag Team Championship ma vennero sconfitti per count-out. Il 5 aprile, a NXT TakeOver: New York, Black e Ricochet affrontarono i War Raiders per l'NXT Tag Team Championship venendo sconfitti. Il 7 aprile, a WrestleMania 35, Black e Ricochet parteciparono ad un Fatal 4-Way Tag Team match per lo SmackDown Tag Team Championship che comprendeva anche i campioni, gli Usos, i The Bar e Rusev e Shinsuke Nakamura ma il match venne vinto dagli Usos.
Con lo Shake-up del 15 aprile Black venne inizialmente assegnato al roster di Raw, tuttavia il 22 aprile la WWE ufficializzò il suo passaggio a SmackDown. Dalla settimana successiva, Black iniziò a tenere alcuni promo criptici nel backstage. Il 14 luglio, a Extreme Rules, Black sconfisse Cesaro (appartenente al roster di Raw). Nella puntata di Raw del 14 ottobre Black, passato in tale roster per effetto del Draft, sconfisse Eric Young. Il 15 dicembre, a TLC: Tables, Ladders & Chairs, Black sconfisse Buddy Murphy. Il 26 gennaio, alla Royal Rumble, Black partecipò al match omonimo entrando col numero 28 ma venne eliminato da Seth Rollins. Nella puntata di Raw del 2 marzo Black sconfisse dapprima Karl Anderson, poi Luke Gallows per squalifica e, infine, venne sconfitto da AJ Styles, subendo inoltre la prima sconfitta per schienamento nel roster principale della WWE. L'8 marzo, ad Elimination Chamber, Black sconfisse AJ Styles in un No Disqualification match grazie anche all'intervento di The Undertaker. Il 5 aprile, nella seconda serata di WrestleMania 36, Black sconfisse Bobby Lashley. Nella puntata di Raw del 20 aprile Black sconfisse Austin Theory, qualificandosi per il Money in the Bank Ladder match. Il 10 maggio, a Money in the Bank, Black partecipò al match omonimo che comprendeva anche AJ Styles, Daniel Bryan, King Corbin, Otis e Rey Mysterio ma il match venne vinto da Otis. In seguito, Black intervenne nella faida tra Rey Mysterio e Seth Rollins, con la compartecipazione talvolta di Humberto Carrillo, con la risultante di perdere un occhio a causa di Rollins (kayfabe).
Poco tempo dopo, verso la fine di agosto, Black tornò ed effettuò contestualmente un turn heel attaccando Kevin Owens durante il suo Kevin Owens Show. Nella puntata di Raw del 12 ottobre Black è stato sconfitto da Owens in un No Disqualification match; quella stessa sera, per effetto del Draft, Black passò al roster di SmackDown.
Il 2 giugno 2021 fu licenziato insieme a diversi colleghi.

### All Elite Wrestling (2021–2025)
Debuttò a Road Rager 2021 attaccando Cody Rhodes e il suo mentore Arn Anderson dopo il match dell'American Nightmare con QT Marshall.

### Ritorno in WWE (2025-presente)
È tornato in WWE durante la puntata di SmackDown del 25 aprile 2025, riprendendo il nome "Aleister Black" e attaccando The Miz. Nelle settimane successive sconfigge il "Awesome One" e il suo alleato Carmelo Hayes. Il 25 maggio a SmackDown prese parte a un triple threat match di qualificazione per il Money In The Bank contro Shinsuke Nakamura e LA Knight con quest'ultimo che riesce a qualificarsi.

## Vita privata
Tom Budgen è sposato dal 2018 con la collega Thea Trinidad, meglio conosciuta con il ring name Zelina Vega.

## Personaggio

### Mosse finali
- Come Aleister Black/Malakai Black
  - Black Mass/House of Black (Spin kick)
  - Dark Ritual (Modified dragon sleeper) - 2016–2021
- Come Tommy End
  - Modified dragon sleeper
  - Modified octopus hold
  - Diving double foot stomp – 2003–2013

### Soprannomi
- "The Anti-Hero"
- "The Dutch Destroyer"
- "The End"
- "The Ominous Man from Amsterdam"

## Titoli e riconoscimenti
- All Elite Wrestling

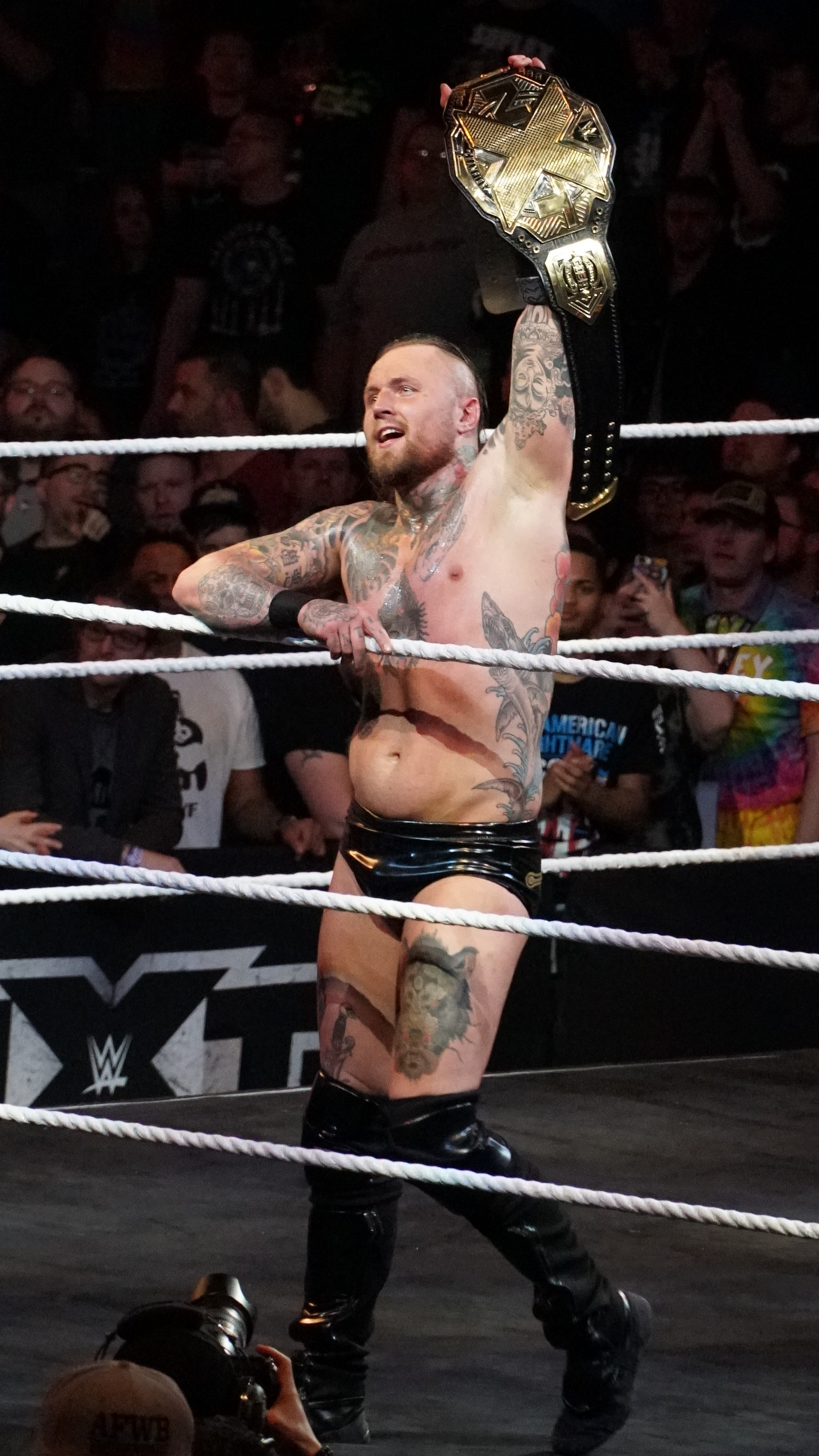
Aleister Black con l'NXT Championship

  - AEW World Trios Championship (1) - con Brody King e Buddy Matthews[1]
- Catch Wrestling Norddeutschland
  - CWN Mittelgewichtsmeisterschaft (1)
- Fiend Wrestling Germany
  - FWG Lightweight Championship (1)
- Fight Club: PRO
  - FCP Championship (1)
- Freestyle Championship Wrestling
  - FCW Deutschland Lightweight Championship (1)
- Insane Championship Wrestling
  - ICW Tag Team Championship (1) – con Michael Dante
- International Catch Wrestling Alliance
  - ICWA Heavyweight Championship (1)
  - ICWA World Junior Heavyweight Champion (1)
  - ICWA European Tag Team Championship (1) – con Michael Dante
- Pro Wrestling Holland
  - PWH Tag Team Championship (1) – con Michael Dante
- Pro Wrestling Illustrated
  - 23º tra i 500 migliori wrestler singoli nella PWI 500 (2020)
- Pro Wrestling Showdown
  - PWS Heavyweight Championship (1)
- Progress Wrestling
  - Progress Wrestling Tag Team Championship (1) – con Michael Dante
- Southside Wrestling Entertainment
  - SWE Tag Team Championship (1) – con Michael Dante
- Westside Xtreme Wrestling
  - wXw Unified World Wrestling Championship (1)
  - wXw World Lightweight Championship (2)
  - wXw World Tag Team Championship (2) – con Michael Dante
- WWE
  - NXT Championship (1)
  - Dusty Rhodes Tag Team Classic (2019) – con Ricochet
  - NXT Year-End Award (3)
    - Breakout Star of the Year (2017)
    - Male Competitor of the Year (2017)
    - Rivalry of the Year (2017) – vs. Velveteen Dream